# (5073) Junttura
(5073) Junttura est un astéroïde de la ceinture principale.

## Description
(5073) Junttura est un astéroïde de la ceinture principale. Il fut découvert le 3 mars 1943 à Turku par Yrjö Väisälä. Il présente une orbite caractérisée par un demi-grand axe de 2,23 UA, une excentricité de 0,10 et une inclinaison de 6,6° par rapport à l'écliptique.

## Compléments